# Paweł Zarzycki (instruktor harcerski)
Paweł Zarzycki – harcmistrz, od 2002 do 2006 roku Naczelnik Harcerzy ZHR.

## Życiorys
Wywodzi się ze Szczepu 169 Warszawskich Drużyn Harcerskich i Zuchowych im. Alka Dawidowskiego, do którego trafił z żoliborskiej Czwórki. 2 września 1979 roku złożył przyrzeczenie harcerskie i otrzymał krzyż z numerem 29. We wrześniu 1984 roku z powodu braku żeńskiej kadry został drużynowym drużyny żeńskiej „Galaktyka” (od 1985 roku – „Matecznik”) i był nim do jesieni 1986 roku. W czerwcu tego roku został komendantem szczepu i zaczął go modernizować zarówno ideowo jak i metodycznie. 25 października 1988 założył starszoharcerską drużynę męską „K.K.”. Z funkcji komendanta szczepu odszedł 14 grudnia 1990 roku.
Był jednym z inicjatorów odejścia części środowisk warszawskiego Hufca Mokotów z ZHP w 1991 roku. Na bazie wcześniejszych doświadczeń wprowadził autorski program kształcenia drużynowych - Szkołę Instruktorów Agricola (od 1990 roku). Po przejściu do ZHP r.z. 1918 (po zjednoczeniu w 1992 roku – ZHR) był pierwszym przewodniczącym Środowiska Mokotowskiego im. Szarych Szeregów.
Od 1992 roku do października 2000 roku był redaktorem naczelnym pisma „Instruktor” (do 1994 roku pod nazwą „Instruktor Mokotowa”).
W latach 1995–1997 wspomagał animowanie polskiego harcerstwa na Ukrainie, a w roku 1997 koordynował ogólnopolską akcję pomocy powodzianom ZHR. W latach 1997–1999 był komendantem Mazowieckiej Chorągwi Harcerzy ZHR.